# Fréderique Robert
Fréderique Robert (Mol, província d'Anvers, 25 de gener de 1989) és un ciclista belga, professional del 2011 al 2016. En el seu palmarès destaca la victòria a la Kattekoers de 2010.

## Palmarès
- 2006
  - Vencedor d'una etapa a la Volta a la Baixa Saxònia júnior
- 2007
  - Vencedor d'una etapa a la Sint-Martinusprijs Kontich
- 2008
  - 1r a la Fletxa de Gooik
  - Vencedor d'una etapa al Triptyque des Monts et Châteaux
- 2009
  - 1r a la Brussel·les-Opwijk
  - Vencedor d'una etapa al Triptyque ardennais
- 2010
  - 1r a la Kattekoers
  - Vencedor d'una etapa al Triptyque des Monts et Châteaux
- 2013
  - Vencedor de 2 etapes a la Tropicale Amissa Bongo
- 2014
  - Vencedor de 2 etapes a la Tropicale Amissa Bongo